# 나도옥잠화속
나도옥잠화속(--玉簪花屬, 학명: Clintonia 클린토니아[*])은 백합과의 속이다. 동아시아와 북아메리카에 분포하며, 한국에서는 나도옥잠화 한 종이 자생한다. 주로 숲의 하층부에서 자란다. 학명은 미국의 18세기 식물학자 디윗 클린턴의 이름에서 따왔다.

## 하위 종
- 나도옥잠화 C. udensis Trautv. & C.A.Mey.
  - C. udensis var. alpina (Kunth ex Baker) H.Hara
- C. andrewsiana Torr.
- C. borealis (Aiton) Raf.
- C. umbellulata (Michx.) Morong
- C. uniflora (Menzies ex Schult. & Schult.f.) Kunth